# Травневе (станція)
Травневе — проміжна станція 4-го класу Харківської дирекції Південної залізниці, на лінії Коробочкине — Куп'янськ-Вузловий між станціями Шевченкове-Південне (відстань — 6 км) та Гроза (8 км).
Розташована в селі Мирне Куп'янського району Харківської області.

## Історія
Відкрита в 1954 році як роз'їзд 101 км. Наприкінці 1980-х перейменований на Первомайське-Південне. У 2018 році переведений у розряд станцій. У 2023 році перейменована на сучасну назву.
Станом на травень 2019 року щодоби чотири пари приміських електропоїздів здійснювали перевезення за маршрутом Куп'янськ-Південний — Гракове/Харків-Пасажирський.